# متلازمة إيليس-فان كريفيلد

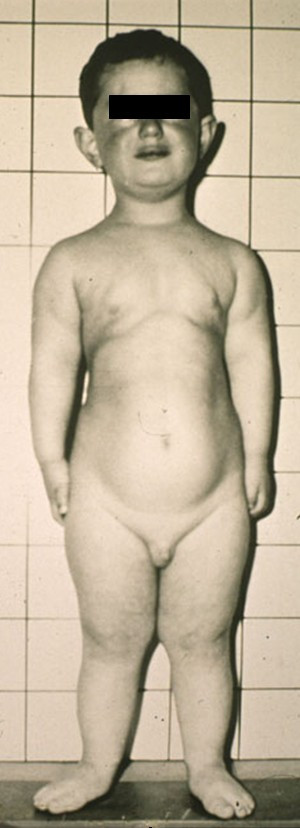
مريض بعمر 5 سنوات يظهر ضيق في القفص الصدري وقزامة في الأطراف

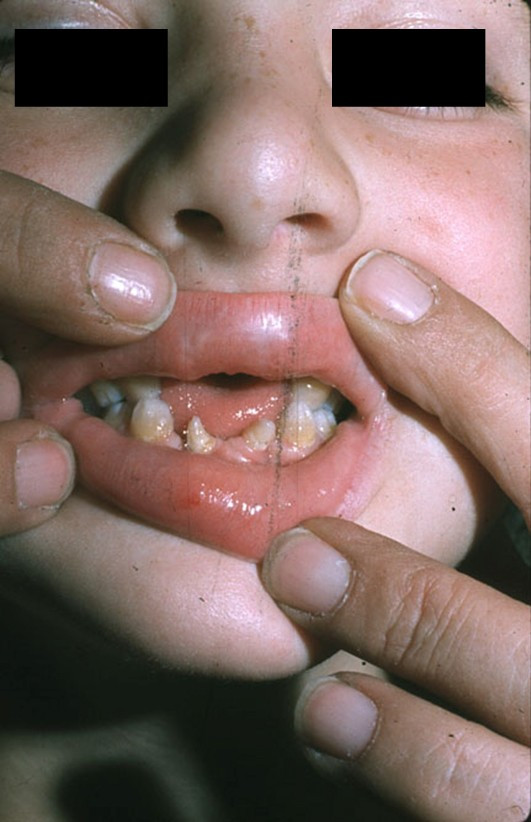
خلل في الأسنان

متلازمة اليس فان كريفيلد (بالإنجليزية: Ellis-van creveld syndrome)‏ وهي عبارة عن خلل جيني نادر يُصيب الجهاز الهيكلي في الإنسان.

## الأعراض
تشمل العديد من التشوهات وهي :
- كثرة الأصابع عن العدد الطبيعي
- عيوب خَلقية في القلب (أهمها عيب الحاجز الأذيني حيث يوجد في 60% من الحالات المصابة)
- وجود أسنان وقت الولادة (أو ما يعرف باسم أسنان ولادية) [1][2]
- خلل تنسج في الأظافر
- قزامة الساعد والساق
- قصر الضلوع
- الحلق المشقوق
- تشوه عظام الرسغ (التحام العظم الكلابي مع العظم الكبير )

## تاريخ المرض
وُصفت الحالة لأول مرة بواسطة ريتشارد و. ب. إيليس (1902 : 1966) من إدنبرة ، وسيمون فان كريفيلد (1895 : 1971) من أمستردام ، حيث قابل كل منهما على حدة مريضاً بهذه المتلازمة، واكتشفا ذلك بالمصادفة أثناء توجههما بالقطار إلى مؤتمر خاص بالأطفال عُقد في انجلترا في أواخر الثلاثينيات.
وقد قاما بنشر ورقة بحثية مفصلة عن هذه الحالة عام 1940 .

## انتشار الحالة
تُصيب هذه الحالة 1 من كل 60.000 إلى 200.000 من المواليد، ولكن يصعب تحديد مدى انتشارها بدقة نظراً لكونها نادرة الحدوث. كما تنتشر بصفة أوسع في طائفة الآميش بمدينة لانكستر، وفي مدينة ترانسلفانيا، وبين السكان الأصليين غربي قارة أستراليا.

## الكيفية الوراثية
تُمرر هذه الحالة بواسطة جين جسدي متنحي أي أن كلتا نسختي الجين في كل خلية يجب أن تحتوي على الطفرة من أجل ظهور الأعراض. وهذا يعني أن الفرد المصاب بمتلازمة إيليس فان كريفيلد يملك كلاً من أبويه نسخة واحدة من الجين ذي الطفرة، ولكن لا تظهر على أي منهما أعراضاً للمرض.
تحدث متلازمة إيليس-فان كريفيلد نتيجة طفرة في جين EVC الواقع على الصبغي الرابع بالإضافة إلى طفرة في جين EVC2 غير المماثل الواقع بالقرب من جين EVC في ترتيب وضعي وجها لوجه. وتم التعرف على الجين من خلال تقنية الاستنساخ الموضعي حيث تُستخدم هذه التقنية المخبرية في تحديد موقع الجين المرتبط بمرض ما على الصبغي. ليس من المفهوم بصورة جيدة حالياً ما هي وظيفة جين EVC الصحي.

## وصلات خارجية
- إيليس-فان كريفيلد (بالإنجليزية)